# سیتروئن ام۳۵
سیتروِئن ام۳۵ (انگلیسی: Citroën M35 یک خودروی نمونه اولیه بود که توسط خودروساز فرانسوی سیتروئن در اواسط دهه ۱۹۷۰ تولید شد. سیتروِئن ام۳۵ بر اساس پلت فرم Ami 8 و مجهز به موتور چرخشی Wankel بود.
تنها ۲۶۷ دستگاه از سیتروِئن ام۳۵ بین سال‌های ۱۹۷۰ تا ۱۹۷۱ تولید شد که آن را به یکی از کمیاب‌ترین مدل‌های سیتروئن تبدیل کرد. این خودرو به عنوان یک مدل آزمایشی برای آزمایش امکان‌سنجی موتور وانکل، که به عنوان جایگزینی بالقوه برای موتور پیستونی سنتی در نظر گرفته شده بود، عرضه شد.
سیتروِئن ام۳۵ به یک موتور ۹۹۵ سی‌سی تک روتور مجهز شده بود که حدود ۴۹ اسب بخار قدرت داشت. حداکثر سرعت این خودرو ۹۲ مایل در ساعت بود و می‌توانست در ۱۶ ثانیه از ۰ تا ۶۰ مایل در ساعت شتاب بگیرد.
سیتروِئن ام۳۵ دارای طراحی بدنه منحصر به فرد با خط سقف شیبدار، پنجره‌های بزرگ و جلوپنجره متمایز بود. فضای داخلی نیز منحصربه‌فرد بود، با داشبوردی که دارای یک دسته گیج دیجیتال و یک صفحه چرخشی برای رادیو بود.
سیتروِئن ام۳۵ علیرغم ویژگی‌های منحصر به فردش، با مشکلات مکانیکی مختلفی مواجه بود. موتور وانکل مستعد گرم شدن بیش از حد بود و با مصرف سوخت کم به مشکل برمی‌خورد. تولید این خودرو نیز گران بود و از نظر تجاری غیرقابل دوام بود.
اگرچه سیتروِئن ام۳۵ یک موفقیت تجاری نبود، اما امروزه به عنوان یک کالای کلکسیونی محبوب باقی مانده‌است. کمیاب بودن و طراحی منحصر به فرد آن، آن را به مدلی مورد علاقه در بین علاقه مندان به خودرو تبدیل کرده‌است.